# Queilite exfoliativa
A queilite exfoliativa é uma rara condição crônica que envolve inflamação dos lábios e caracteriza-se por um ciclo persistente de descamações, usualmente observando-se também lábios rachados e endurecidos (cascas). A literatura médica é silenciosa a respeito da doença: não se conhece tratamento e as causas são desconhecidas, embora especule-se que deficiências nutricionais (especificamente, de ferro, ácido fólico e vitamina B12) possam desencadear a condição. Em um relato, 87% dos indivíduos tinham alguma forma de distúrbio psiquiátrico, e 47% tinham disfunção tireoidiana, que por sua vez pode causar problemas psiquiátricos como a depressão.